# Régiment de Forez (1684-1775)
Pour les articles homonymes, voir Régiment de Forez.
Le régiment de Forez est un régiment d’infanterie du royaume de France créé en 1684 et incorporé au régiment d’Angoumois au 1775.

## Création et différentes dénominations
- 10 septembre 1684 : création du régiment de Forez
- 26 avril 1775 : supprimé par incorporation au régiment d’Angoumois

## Colonels et mestres de camp
- 10 septembre 1684 : Jean Noël de Barbezières, comte de Chémerault, brigadier le 3 janvier 1696, maréchal de camp le 19 août 1697, lieutenant général des armées du roi le 23 décembre 1702, † 11 septembre 1709
- 4 avril 1693 : N., comte de Montmorency-Fosseuse
- octobre 1693 : Louis, marquis de Polastron
- 4 février 1704 : Jean-Baptiste, comte de Polastron, brigadier le 1er février 1719, maréchal de camp le 20 février 1734, lieutenant général des armées du roi le 1er mars 1738, † 4 mai 1742 âgé de 56 ans
- 27 février 1712 : Étienne Joseph d’Isarn de Villefort, marquis d’Haussy, brigadier le 20 février 1734, † 6 octobre 1753
- 22 juin 1716 : Charles François Marie d’Estaing, marquis d'Estaing
- 13 décembre 1729 : Jean René de Jouenne d’Esgrigny, brigadier le 1er février 1719, † 20 février 1734 âgé de 51 ans
- 10 mars 1734 : Jean-Baptiste François de Montmorin de Saint-Hérem, marquis de Montmorin, brigadier le 20 février 1743, déclaré maréchal de camp en novembre 1745 par brevet du 1er mai, déclaré lieutenant général des armées du roi en décembre 1748 par pouvoir du 10 mai
- 3 novembre 1738 : François Honoré, chevalier puis marquis de Choiseul-Meuse en octobre 1741, né le 1er octobre 1716, brigadier le 1er mai 1745, † 31 mai 1746
- 24 mai 1744 : Marie Charles Auguste de Goyon de Grimaldi, comte de Matignon, né le 1er janvier 1722, brigadier le 10 mai 1748,  † 14 août 1749
- 5 septembre 1749 : Jacques Charles de Courbon, marquis de La Roche-Courbon, brigadier le 10 mai 1748, † 10 janvier 1757 âgé de 37 ans
- 22 avril 1756 : Louis Pierre de Chastenet, marquis de Puységur
- 4 mars 1757 : N., marquis de Bernage de Chaumont, brigadier le 25 juillet 1762
- 5 juin 1763 : N., chevalier de La Ferronays
- 13 août 1765 : Léon Eugène, comte de Maulde

## Historique des garnisons, combats et batailles du régiment
- 1690 : Irlande, La Boyne, défense de Limerick (août)
- 1691 : Alpes
- 4 octobre 1693 : La Marsaglia, où le colonel est tué
- 1696 : Valenza
- 1697 : Flandre
- 1701 : Italie
- 1703 : en garnison à Marsal
- 1704 : Verceil, Ivrée, Verrue (14 octobre - 9 avril 1705)
- 1705 : Chivasso, Cassano (16 août)
- 1706 : Turin (14 mai), Castiglione
- 1707 : défense de la Provence, Toulon
- 1708 - 1712 : Alpes
- 1713 : Flandre
- 1733 : Italie
- 1734 : Parme, Guastalla (19 septembre)
- 1739 - 1741 : Corse
- 1742 : Flandre
- 1743 : Bas-Rhin, Dettingen (27 juin)
- 1744 : Flandre
- 1745 - 1746 : Alsace, Fribourg. Bas-Rhin
- 1747 - 1748 : Nice
- 1749 : garnison de Prats de Mollo
- 1757 - 1762 : côtes de Normandie

Lors de la réorganisation des corps d'infanterie français de 1762, le régiment conserve un bataillon et est affecté au service de la Marine et des Colonies et à la garde des ports dans le royaume.
L'ordonnance arrête également l'habillement et l'équipement du régiment comme suit
Habit, parements, veste et culotte blancs, revers et collet verts, pattes ordinaires garnies de trois boutons, autant sur la manche, quatre petits au revers, quatre gros au-dessous : boutons blancs avec le no 69. Chapeau bordé d'argent.
- 1764 - 1767 : Saint-Domingue
- 1770 - 1774 : Corse

## Drapeaux
3 drapeaux, dont un blanc colonel, et 2 d’ordonnance « aurores, & les 4 traverses noires dans les quarrez, & croix blanches ».

Drapeaux d’ordonnance
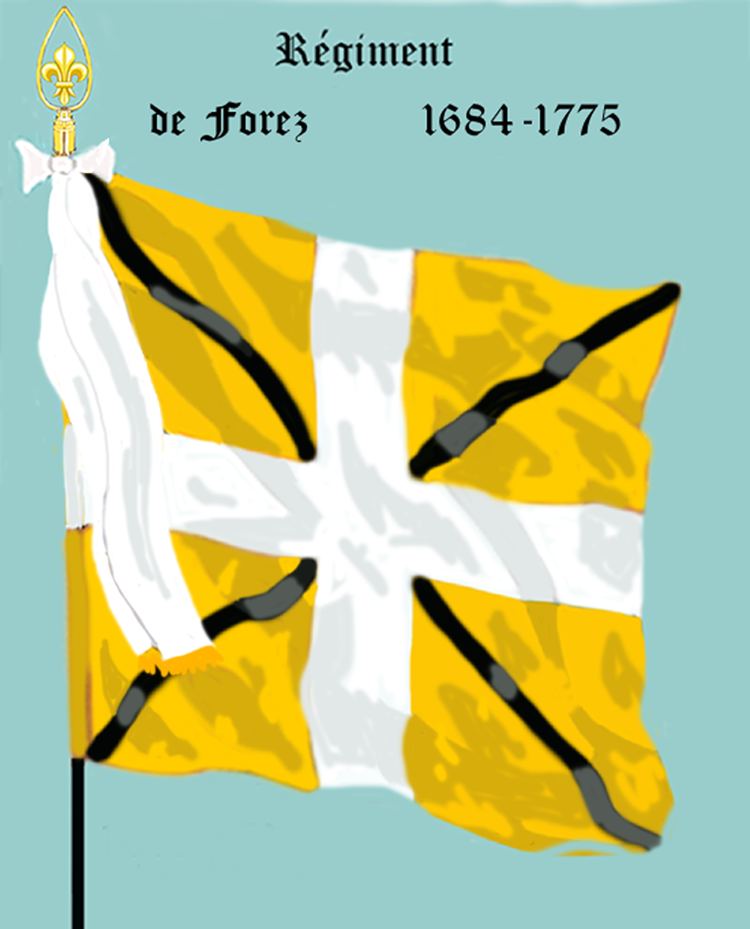
régiment de Forez de 1684 à 1775
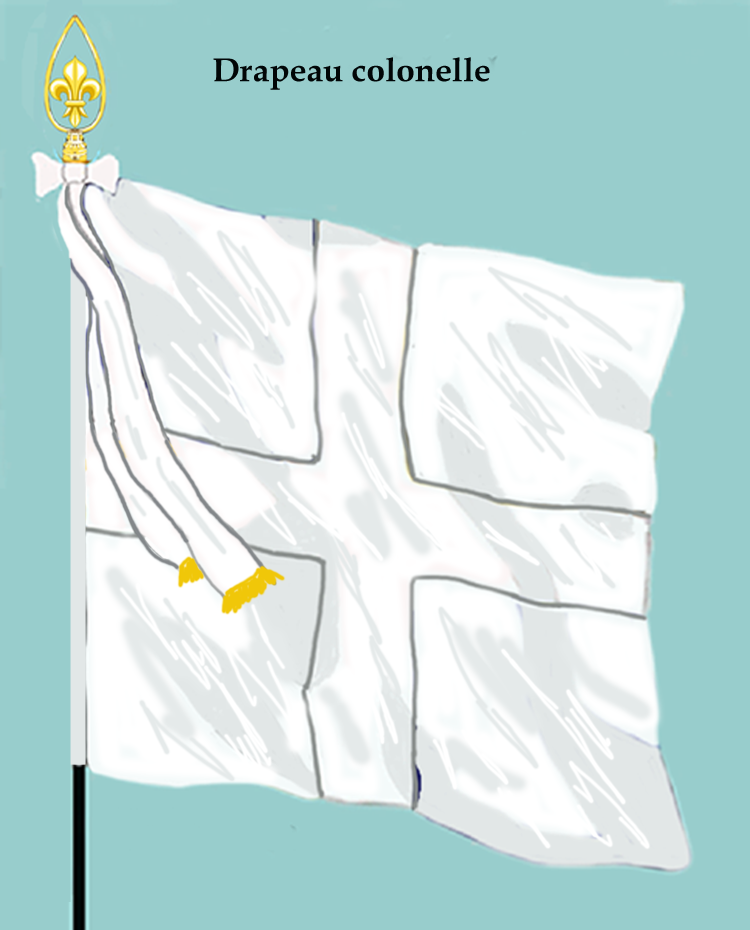
drapeau colonel

## Habillement
Collet, parements et veste rouges, boutons et galon jaunes ; poches ordinaires. De 1763 à 1775, revers et collet vert Saxe ; boutons et galon d'argent.

Uniformes
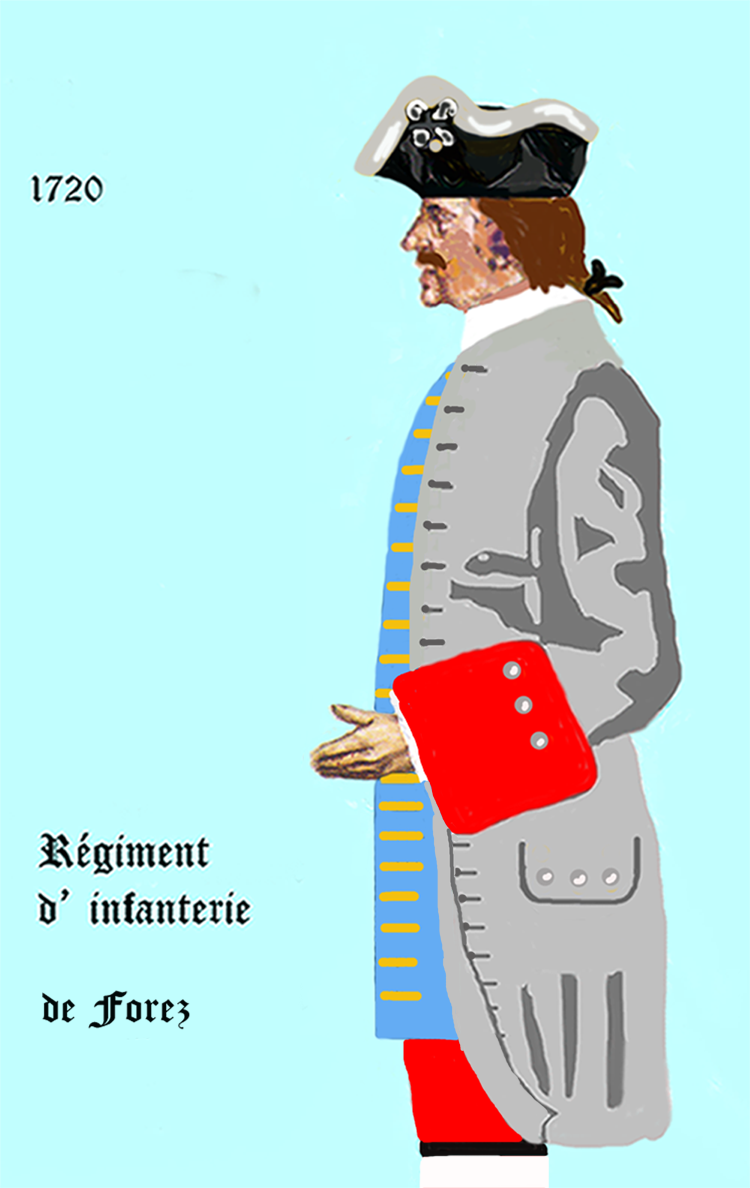
régiment de Forez de 1720 à 1734
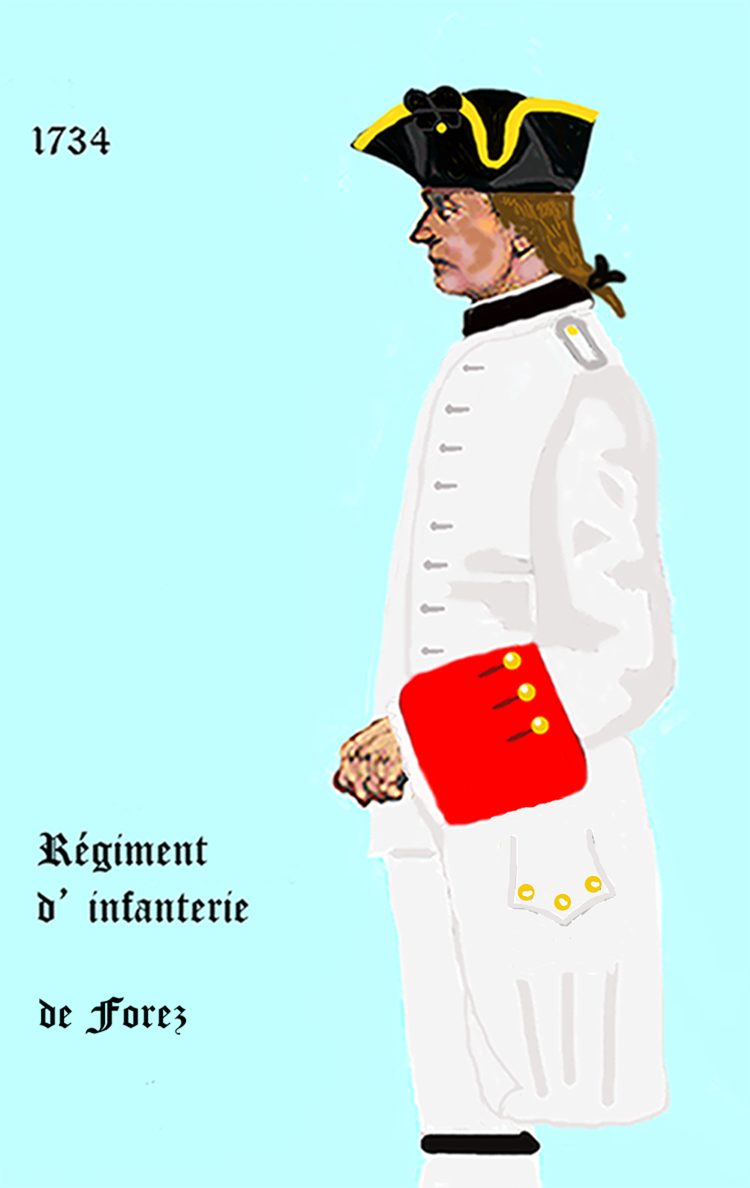
régiment de Forez de 1734 à 1757
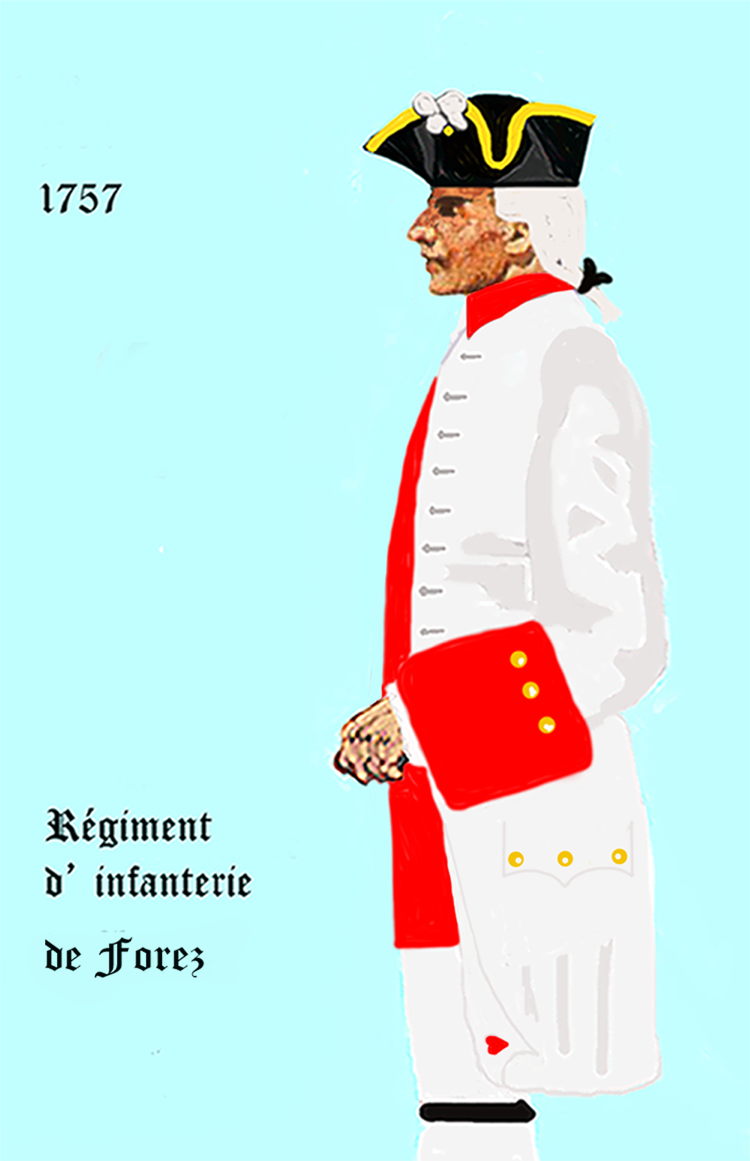
régiment de Forez de 1757 à 1762
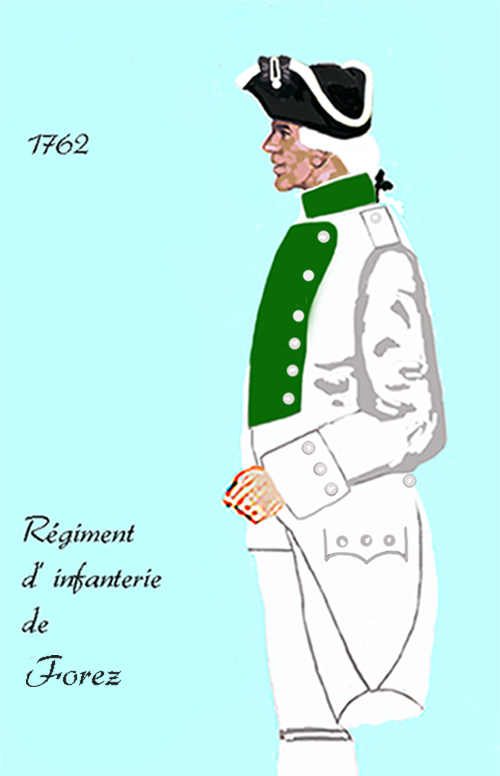
régiment de Forez de 1762 à 1775